# Repêchage d'entrée dans la KHL 2010
2009 2011
Le repêchage d'entrée dans la KHL 2010 est le 2e repêchage d'entrée de l'histoire de la Kontinentalnaïa Hokkeïnaïa Liga. Il est présenté le 4 juin 2010 à Moscou. Le russe Dmitri Iachkine est le premier joueur choisi. De nombreux joueurs junior ont été repêchés par leur équipe afin de protéger leurs droits.

## Choix annulés
Trois choix ont été annulés en raison des contrats liant ces joueurs à des équipes de la Ligue nationale de hockey :
- Mikael Backlund par le HK CSKA Moscou
- Philip Larsen par le Sibir Novossibirsk
- John Tavares par le Lokomotiv Iaroslavl.

## Le repêchage

### 1retour
| Rang | Joueur               | Position | Nationalité       | Équipe KHL                                    | Repêché de                  |
| ---- | -------------------- | -------- | ----------------- | --------------------------------------------- | --------------------------- |
| 1    | Dmitri Iachkine      | A        | Tchéquie Russie   | Sibir Novossibirsk                            | HC Slavia Prague            |
| 2    | Sami Vatanen         | D        | Finlande          | Metallourg Novokouznetsk                      | JYP Jyväskylä               |
| 3    | Dmitri Ismaguilov    | A        | Russie            | Amour Khabarovsk                              | Metchel Tcheliabinsk 93     |
| 4    | Maksim Aliapkine     | G        | Russie            | Vitiaz Tchekhov                               | Vitiaz Tchekhov 93          |
| 5    | Martin Marincin      | D        | Slovaquie         | Avtomobilist Iekaterinbourg                   | HC Košice                   |
| 6    | Alekseï Choubine     | A        | Russie            | Lokomotiv Iaroslavl (CSKA Moscou via Traktor) | Lokomotiv Iaroslavl 93      |
| 7    | Alekseï Chamine      | A        | Russie            | Lokomotiv Iaroslavl (Dinamo Minsk)            | Lokomotiv Iaroslavl 93      |
| 8    | Tomas Kubalik        | A        | Tchéquie          | Sibir Novossibirsk (Severstal)                | Tigres de Victoriaville     |
| 9    | Aleksandr Torianik   | A        | Ukraine           | Torpedo Nijni Novgorod                        | HK Belgorod                 |
| 10   | Tomáš Pék            | G        | Tchéquie          | SKA Saint-Pétersbourg (Barys)                 | HC Slovan Bratislava        |
| 11   | Sebastian Erixon     | D        | Suède             | SKA Saint-Pétersbourg (Riga)                  | Timrå IK                    |
| 12   | David Musil          | D        | Tchéquie          | SKA Saint-Pétersbourg (CSKA)                  | Giants de Vancouver         |
| 13   | Joonas Donskoi       | A        | Finlande          | Avangard Omsk                                 | Kärpät Oulu                 |
| 14   | Mikhaïl Vichnevetski | G        | Russie États-Unis | HK Spartak Moscou                             | Tornado du Texas            |
| 15   | Maksim Chalounov     | A        | Russie            | Traktor Tcheliabinsk (Atlant via Neftekhimik) | Traktor Tcheliabinsk 93     |
| 16   | Denis Perevoztchikov | G        | Russie            | Ak Bars Kazan                                 | Ak Bars Kazan 93            |
| 17   | Adam Larsson         | D        | Suède             | Lokomotiv Iaroslavl                           | Skellefteå AIK              |
| 18   | Andreï Pedan         | D        | Russie            | OHK Dinamo (Atlant)                           | HK Dinamo Moscou 93         |
| 19   | Naïl Iakoupov        | A        | Russie            | Neftekhimik Nijnekamsk                        | Neftekhimik Nijnekamsk 93   |
| 20   | Anton Zlobine        | A        | Russie            | OHK Dinamo                                    | HK Spartak Moscou 93        |
| 21   | David Bondra         | A        | Slovaquie         | Metallourg Magnitogorsk                       | Nationals Jr. de Washington |
| 22   | Nikita Nesterov      | D        | Russie            | Traktor Tcheliabinsk (SKA)                    | Traktor Tcheliabinsk 93     |
| 23   | Ludvig Rensfeldt     | A        | Suède             | Salavat Ioulaïev Oufa                         | Brynäs IF                   |
| 24   | Martin Frk           | A        | Tchéquie          | Iougra Khanty-Mansiïsk                        | HC Karlovy Vary             |

### 2etour
| Rang | Joueur               | Position | Nationalité | Équipe KHL               | Repêché de                 |
| ---- | -------------------- | -------- | ----------- | ------------------------ | -------------------------- |
| 25   | Andreï Makarov       | G        | Russie      | Atlant Mytichtchi        | Lada Togliatti 93          |
| 26   | Nikolaï Prokhorkine  | A        | Russie      | Vitiaz Tchekhov          | Vitiaz Tchekhov 93         |
| 27   | Fiodor Beliakov      | D        | Russie      | Metallourg Novokouznetsk | Krylia Sovetov             |
| 28   | Aleksandr Petrov     | A        | Russie      | Vitiaz Tchekhov          | Vitiaz Tchekhov 93         |
| 29   | Sergueï Abramov      | A        | Russie      | Amour Khabarovsk         | Molot Prikamie Perm        |
| 30   | Andrej Nestrašil     | A        | Tchéquie    | Sibir Novossibirsk       | Tigres de Victoriaville    |
| 31   | Artiom Sergueïev     | D        | Russie      | HK CSKA Moscou           | Chicago Young Americans    |
| 32   | Vitali Demakov       | D        | Russie      | Traktor Tcheliabinsk     | Traktor Tcheliabinsk 93    |
| 33   | Stanislav Lopatchouk | A        | Biélorussie | Dinamo Minsk             | HK Iounost Minsk           |
| 34   | Maksim Zverev        | D        | Russie      | Severstal Tcherepovets   | Young Americans de Chicago |
| 35   | Edouard Agueïev      | A        | Russie      | HK Spartak Moscou        | Molot Prikamie Perm 93     |
| 36   | Kirill Kapoustine    | A        | Russie      | Lokomotiv Iaroslavl      | Lokomotiv Iaroslavl 93     |
| 37   | Edijs Leitans-Rinke  | A        | Lettonie    | Dinamo Riga              |                            |
| 38   | Maksim Chouvalov     | D        | Russie      | Lokomotiv Iaroslavl      | Lokomotiv Iaroslavl 93     |
| 39   | Petr Straka          | A        | Tchéquie    | Avangard Omsk            | Océanic de Rimouski        |
| 40   | Radko Gudas          | D        | Tchéquie    | HK Spartak Moscou        | Silvertips d'Everett       |
| 41   | Vladimir Tkatchiov   | A        | Russie      | Ak Bars Kazan            | Ak Bars Kazan 93           |
| 42   | Oleg Missioul        | D        | Russie      | Lokomotiv Iaroslavl      | Lokomotiv Iaroslavl 93     |
| 43   | David Rundblad       | D        | Suède       | Atlant Mytichtchi        | Skellefteå AIK             |
| 44   | Dmitri Mikhaïlov     | A        | Russie      | Metallourg Magnitogorsk  | Metallourg Magnitogorsk 93 |
| 45   | Martin Lundberg      | C        | Suède       | SKA Saint-Pétersbourg    | Skellefteå AIK             |
| 46   | Jakob Silfverberg    | A        | Suède       | HK CSKA Moscou           | Brynäs IF                  |
| 47   | Kirill Diakov        | D        | Russie      | Iougra Khanty-Mansiïsk   | Lokomotiv Iaroslavl 93     |
| 48   | Bohumil Jank         | D        | Tchéquie    | HK Boudivelnik           | HC České Budějovice        |

### 3etour
| Rang | Joueur              | Position | Nationalité | Équipe KHL                  | Repêché de                |
| ---- | ------------------- | -------- | ----------- | --------------------------- | ------------------------- |
| 49   | Mika Partanen       | A        | Finlande    | Metallourg Novokouznetsk    | HIFK                      |
| 50   | Vladislav Chalimov  | A        | Russie      | Vitiaz Tchekhov             | Vitiaz Tchekhov 93        |
| 51   | Ilia Nekolenko      | D        | Russie      | Amour Khabarovsk            | MHK Krylia Sovetov        |
| 52   | Danil Faïzoulline   | D        | Russie      | Neftekhimik Nijnekamsk      | Ak Bars Kazan 93          |
| 53   | Sergueï Chestakov   | A        | Russie      | Avtomobilist Iekaterinbourg | Spoutnik Nijni Taguil     |
| 54   | Tomás Klíma         | A        | Slovaquie   | SKA Saint-Pétersbourg       | HC Dukla Trencin          |
| 55   | Alekseï Skabelka    | A        | Biélorussie | Dinamo Minsk                | HK Homiel 2               |
| 56   | Adam Nagy           | G        | Slovaquie   | Severstal Tcherepovets      | HC Dukla Trencin          |
| 57   | Leonid Belenski     | D        | Russie      | HK CSKA Moscou              | Vitiaz Tchekhov 93        |
| 58   | Timofeï Tankeïev    | A        | Russie      | Barys Astana                | Blues Jr. de Saint-Louis  |
| 59   | Edgars Lipsbergs    | A        | Lettonie    | Dinamo Riga                 | Roadrunners de Topeka     |
| 60   | Nikita Koutcherov   | A        | Russie      | HK CSKA Moscou              | HK CSKA Moscou 93         |
| 61   | Dmitri Arkhipov     | A        | Russie      | Ak Bars Kazan               | Ak Bars Kazan 93          |
| 62   | Igor Levitski       | A        | Russie      | Atlant Mytichtchi           | Krasnaïa Armia            |
| 63   | Roman Horák         | A        | Tchéquie    | Neftekhimik Nijnekamsk      | Bruins de Chilliwack      |
| 64   | Aleksandr Kadeïkine | A        | Russie      | Atlant Mytichtchi           | Kristall Elektrostal      |
| 65   | Boulat Baïkeïev     | A        | Russie      | Neftekhimik Nijnekamsk      | Ak Bars Kazan 93          |
| 66   | Oleg Jeleznov       | D        | Russie      | Ak Bars Kazan               | Ak Bars Kazan 93          |
| 67   | Vladislav Vorobiov  | A        | Russie      | Lokomotiv Iaroslavl         | Lokomotiv Iaroslavl 93    |
| 68   | Johan Sundström     | C        | Suède       | HK Boudivelnik              | Frölunda HC               |
| 69   | Ilia Chipov         | A        | Russie      | OHK Dinamo                  | HK Dinamo Moscou 93       |
| 70   | Iaroslav Kossov     | A        | Russie      | Metallourg Magnitogorsk     | Metallurg Magnitogorsk 93 |
| 71   | Tomas Voracek       | D        | Tchéquie    | SKA Saint-Pétersbourg       | HC Vítkovice              |
| 72   | Sebastian Wannström | A        | Suède       | Salavat Ioulaïev Oufa       | Brynäs IF                 |

### 4etour
| Rang | Joueur                     | Position | Nationalité | Équipe KHL                  | Repêché de                     |
| ---- | -------------------------- | -------- | ----------- | --------------------------- | ------------------------------ |
| 73   | Fredrik Pettersson-Wentzel | G        | Suède       | Iougra Khanty-Mansiïsk      | Almtuna IS                     |
| 74   | Tomas Dolezal              | C        | Tchéquie    | HK Boudivelnik              | HC Slavia Praha                |
| 75   | Ievgueni Poltorak          | A        | Russie      | Traktor Tcheliabinsk        | Traktor Tcheliabinsk 93        |
| 76   | Vladimir Pechekhonov       | A        | Russie      | HK Spartak Moscou           | HK Spartak Moscou 93           |
| 77   | Aleksandr Repine           | C        | Russie      | Metallourg Novokouznetsk    | Ak Bars Kazan                  |
| 78   | Nikita Glotov              | D        | Russie      | Vitiaz Tchekhov             | Vitiaz Tchekhov 93             |
| 79   | Nikita Ignatiev            | A        | Russie      | Amour Khabarovsk            | Krylia Sovetov 93              |
| 80   | Marek Viedensky            | C        | Slovaquie   | Neftekhimik Nijnekamsk      | Blades de Saskatoon            |
| 81   | Denis Vassilenkov          | A        | Russie      | Avtomobilist Iekaterinbourg | Spoutnik Nijni Taguil          |
| 82   | Oleg Petrov                | G        | Russie      | Traktor Tcheliabinsk        | Traktor Tcheliabinsk 93        |
| 83   | Ievgueni Leonov            | D        | Biélorussie | Dinamo Minsk                | HK Vitebsk 2                   |
| 84   | Oleg Diatlov               | G        | Russie      | Avtomobilist Iekaterinbourg | Avtomobilist Iekaterinbourg 93 |
| 85   | Vsevolod Kondrachov        | G        | Russie      | Severstal Tcherepovets      | Feniks                         |
| 86   | Pavel Makhanovski          | A        | Russie      | Avangard Omsk               | Avangard Omsk 93               |
| 87   | Kristian Skaline           | A        | Russie      | Severstal Tcherepovets      | Traktor Tcheliabinsk 93        |
| 88   | Olivier Bellavance-Roy     | G        | Canada      | Barys Astana                | Screaming Eagles du Cap-Breton |
| 89   | Victor Rask                | C        | Suède       | Dinamo Riga                 | Leksands IF                    |
| 90   | Nino Niederreiter          | AD       | Suisse      | Avangard Omsk               | Winter Hawks de Portland       |
| 91   | Andrej Kudrna              | A        | Slovaquie   | HK Spartak Moscou           | Rebels de Red Deer             |
| 92   | Andreï Sigarev             | A        | Russie      | Sibir Novossibirsk          | Sibirskie Snaïpery             |
| 93   | Vladimir Nikonov           | A        | Russie      | Severstal Tcherepovets      | Khimik Voskressensk 93         |
| 94   | Kamil Kamaliev             | A        | Russie      | Ak Bars Kazan               | Ak Bars Kazan 93               |
| 95   | Roman Josi                 | D        | Suisse      | Lokomotiv Iaroslavl         | CP Berne                       |
| 96   | Iegor Osseledets           | G        | Russie      | HK CSKA Moscou              | HK CSKA Moscou 93              |

### 5etour
| Rang | Joueur               | Position | Nationalité | Équipe KHL                  | Repêché de                |
| ---- | -------------------- | -------- | ----------- | --------------------------- | ------------------------- |
| 97   | Mikhaïl Naoumenkov   | D        | Russie      | HK CSKA Moscou              | HK CSKA Moscou 93         |
| 98   | Maksim Kazakov       | A        | Russie      | Avangard Omsk               | Avangard Omsk 93          |
| 99   | Alekseï Chestopalov  | D        | Russie      | Atlant Mytichtchi           | Krasnaïa Armia            |
| 100  | Anton Saveliev       | D        | Russie      | Ak Bars Kazan               | Ak Bars Kazan 93          |
| 101  | Vassili Mossine      | D        | Russie      | OHK Dinamo                  | HK Dinamo Moscou 93       |
| 102  | Artiom Batrak        | A        | Russie      | HK Spartak Moscou           | HK Spartak Moscou 93      |
| 103  | Ievgueni Palenga     | D        | Russie      | HK Spartak Moscou           | HK Spartak Moscou 93      |
| 104  | Roman Konkov         | A        | Russie      | Torpedo Nijni Novgorod      | Torpedo Nijni Novgorod    |
| 105  | Sergueï Chmeliov     | A        | Russie      | Atlant Mytichtchi           | Bars                      |
| 106  | Danil Bikboulatov    | A        | Russie      | Metallourg Magnitogorsk     | Metallurg Magnitogorsk    |
| 107  | Oleg Ievenko         | D        | Biélorussie | Barys Astana                | Force de Fargo            |
| 108  | Mattias Ekholm       | D        | Suède       | Salavat Ioulaïev Oufa       | Brynäs IF                 |
| 109  | Kirill Belooussov    | D        | Russie      | Iougra Khanty-Mansiïsk      | Traktor Tcheliabinsk 93   |
| 110  | Denis Petroukhno     | D        | Ukraine     | HK Boudivelnik              | Blues Jr. de Springfield  |
| 111  | Johan Larsson        | A        | Suède       | Metallourg Novokouznetsk    | Brynäs J20                |
| 112  | Aleksandr Serdioukov | G        | Russie      | Vitiaz Tchekhov             | Vitiaz Tchekhov 93        |
| 113  | Denis Goussev        | D        | Russie      | Lokomotiv Iaroslavl         | Lokomotiv Iaroslavl 93    |
| 114  | Ian Chedrovski       | A        | Russie      | Amour Khabarovsk            | Traktor Tcheliabinsk 93   |
| 115  | Peter Čerešňák       | D        | Slovaquie   | Sibir Novossibirsk          | HC Dukla Trencin          |
| 116  | Semion Garchine      | A        | Russie      | Avtomobilist Iekaterinbourg | Metallurg Magnitogorsk 93 |
| 117  | Daniel Krejci        | D        | Tchéquie    | Traktor Tcheliabinsk        | HC Slavia Praha           |
| 118  | Marek Hrivik         | A        | Slovaquie   | Barys Astana                | Wildcats de Moncton       |
| 119  | Alekseï Bazanov      | A        | Russie      | Severstal Tcherepovets      | Khimik Voskressensk 93    |
| 120  | Oleg Stanevitch      | D        | Biélorussie | Torpedo Nijni Novgorod      | Khimik-SKA Novapolatsk    |

### 6etour
| Rang | Joueur              | Position | Nationalité | Équipe KHL                  | Repêché de                       |
| ---- | ------------------- | -------- | ----------- | --------------------------- | -------------------------------- |
| 121  | Adam Jánošík        | D        | Slovaquie   | Barys Astana                | Olympiques de Gatineau           |
| 122  | Niklas Lucenius     | C        | Finlande    | Dinamo Riga                 | Tappara Tampere                  |
| 123  | Nikita Sochnikov    | A        | Russie      | Atlant Mytichtchi           | Atlant Mytichtchi 93             |
| 124  | Igor Fefelov        | A        | Russie      | HK CSKA Moscou              | HK CSKA Moscou 93                |
| 125  | Valentin Miliukov   | D        | Kazakhstan  | Avangard Omsk               | Kazzinc-Torpedo Oust-Kamenogorsk |
| 126  | Denis Blokhine      | A        | Russie      | HK Spartak Moscou           | MHK Krylia Sovetov 93            |
| 127  | Maksim Ivanov       | D        | Russie      | Neftekhimik Nijnekamsk      | Ak Bars Kazan 93                 |
| 128  | Albert Iaroulline   | D        | Russie      | Ak Bars Kazan               | Ak Bars Kazan 93                 |
| 129  | Mika Zibanejad      | A        | Suède       | Lokomotiv Iaroslavl         | Djurgården Hockey                |
| 130  | Igor Omelianenko    | A        | Russie      | Atlant Mytichtchi           | HK Spartak Moscou 93             |
| 131  | Vladimir Diatchenko | A        | Russie      | OHK Dinamo                  | HK Dinamo Moscou 93              |
| 132  | Patrik Nemeth       | D        | Suède       | Metallourg Magnitogorsk     | AIK IF                           |
| 133  | Marcus Johansson    | A        | Suède       | SKA Saint-Pétersbourg       | Färjestads BK                    |
| 134  | Alekseï Vassilevski | D        | Russie      | Salavat Ioulaïev Oufa       | Salavat Ioulaïev Oufa            |
| 135  | Anton Terentiev     | D        | Russie      | Iougra Khanty-Mansiïsk      | Gazovik Tioumen                  |
| 136  | Tomáš Filippi       | C        | Tchéquie    | HK Boudivelnik              | HC Liberec                       |
| 137  | Daniil Metliouk     | A        | Russie      | Metallourg Novokouznetsk    | Lada Togliatti 93                |
| 138  | Aleksandr Kouvaïev  | A        | Russie      | Vitiaz Tchekhov             | Vitiaz Tchekhov                  |
| 139  | Aleksandr Pronine   | D        | Russie      | Amour Khabarovsk            | HK Spartak Moscou 93             |
| 140  | Julius Junttila     | A        | Finlande    | Sibir Novossibirsk          | Kärpät Oulu                      |
| 141  | Tomáš Jurčo         | A        | Slovaquie   | Avtomobilist Iekaterinbourg | HC Košice                        |
| 142  | Nikita Gloukov      | D        | Russie      | Traktor Tcheliabinsk        | Traktor Tcheliabinsk             |
| 143  | Dmitri Jevlotchenko | D        | Biélorussie | Dinamo Minsk                | Keramin Minsk 2                  |
| 144  | Alekseï Chamoline   | A        | Russie      | Severstal Tcherepovets      | Khimik Voskressensk 93           |

### 7etour
| Rang | Joueur                  | Position | Nationalité | Équipe KHL                  | Repêché de                       |
| ---- | ----------------------- | -------- | ----------- | --------------------------- | -------------------------------- |
| 145  | Andreï Goriatchiov      | D        | Russie      | Torpedo Nijni Novgorod      | Avangard Omsk                    |
| 146  | Denis Tchaltsev         | G        | Russie      | Barys Astana                |                                  |
| 147  | Kristers Gudļevskis     | G        | Lettonie    | Dinamo Riga                 | HK Ozolnieki                     |
| 148  | Nikita Mokin            | D        | Kazakhstan  | Avangard Omsk               | Kazzinc-Torpedo Oust-Kamenogorsk |
| 149  | Anton Lander            | C        | Suède       | HK Spartak Moscou           | Timrå IK                         |
| 150  | Kirill Gordeïev         | A        | Russie      | Neftekhimik Nijnekamsk      | Ak Bars Kazan                    |
| 151  | Leonid Soukhoroutchkine | D        | Russie      | Salavat Ioulaïev Oufa       | Salavat Ioulaïev Oufa            |
| 152  | Azat Mazitov            | D        | Russie      | Salavat Ioulaïev Oufa       | Salavat Ioulaïev Oufa            |
| 153  | Anton Iefremov          | D        | Russie      | Neftekhimik Nijnekamsk      | Neftekhimik Nijnekamsk           |
| 154  | Nikita Tsarenok         | D        | Russie      | Ak Bars Kazan               | HK CSKA Moscou                   |
| 155  | Jerry D'Amigo           | AD       | États-Unis  | Lokomotiv Iaroslavl         | Université R.P.I.                |
| 156  | Sergueï Zavgorodni      | D        | Russie      | Avangard Omsk               | Avangard Omsk                    |
| 157  | Ilia Dekalo             | D        | Russie      | Atlant Mytichtchi           | Avangard Omsk 93                 |
| 158  | Vladimir Mitrokhine     | A        | Russie      | OHK Dinamo                  | HK Dinamo Moscou 93              |
| 159  | Rasmus Rissanen         | D        | Finlande    | Metallourg Magnitogorsk     | Silvertips d'Everett             |
| 160  | Erik Haula              | AG       | Finlande    | SKA Saint-Pétersbourg       | Lancers d'Omaha                  |
| 161  | Valeri Poliakov         | A        | Russie      | Salavat Ioulaïev Oufa       | Salavat Ioulaïev Oufa            |
| 162  | Denis Petrakov          | A        | Russie      | Avtomobilist Iekaterinbourg | Salavat Ioulaïev Oufa            |
| 163  | Dannil Ioucherov        | A        | Russie      | Iougra Khanty-Mansiïsk      | Traktor Tcheliabinsk             |
| 164  | Eero Elo                | AG       | Finlande    | HK Boudivelnik              | Lukko Rauma                      |
| 165  | John Westin             | A        | Suède       | Metallourg Novokouznetsk    | MODO hockey                      |
| 166  | Konstantin Vorchine     | A        | Russie      | Vitiaz Tchekhov             | Vitiaz Tchekhov                  |
| 167  | Sergueï Smournov        | A        | Russie      | Amour Khabarovsk            | Amour Khabarovsk 2               |
| 168  | Lukas Tsingel           | D        | Slovaquie   | Avtomobilist Iekaterinbourg |                                  |
| 169  | Tyler Toffoli           | A        | Canada      | Traktor Tcheliabinsk        | 67's d'Ottawa                    |
| 170  | Jack Campbell           | G        | États-Unis  | Dinamo Minsk                | Équipe USA -17 ans               |
| 171  | Matej Makovsky          | G        | Tchéquie    | Severstal Tcherepovets      | Opava                            |
| 172  | Anton Vitkov            | A        | Russie      | Torpedo Nijni Novgorod      | Khimik Voskressensk              |
| 173  | Guennadi Sabinine       | D        | Russie      | Vitiaz Tchekhov             | Vitiaz Tchekhov                  |
| 174  | Danil Semian            | A        | Russie      | Barys Astana                | Serebriany Akouly Moscou         |
| 175  | Kristiāns Pelšs         | A        | Lettonie    | Dinamo Riga                 | CK Riga                          |
| 176  | Sami Aittokallio        | G        | Finlande    | HK CSKA Moscou              | Ilves Tampere                    |
| 177  | Aleksandr Lyssiouk      | A        | Russie      | Avangard Omsk               |                                  |
| 178  | Oscar Lindberg          | C        | Suède       | HK Spartak Moscou           | Skellefteå AIK                   |
| 179  | Vsevolod Iakhont        | D        | Russie      | Neftekhimik Nijnekamsk      | Molot Prikamie Perm              |
| 180  | Aleksandr Pavlinitch    | A        | Russie      | Salavat Ioulaïev Oufa       | Salavat Ioulaïev Oufa            |
| 181  | Boulat Khammatov        | A        | Russie      | Ak Bars Kazan               | Salavat Ioulaïev Oufa            |
| 182  | Maksim Namrouïev        | A        | Russie      | Atlant Mytichtchi           | Gazovik Tioumen                  |
| 183  | Artioms Dachoutins      | A        | Lettonie    | OHK Dinamo                  | CK Riga                          |
| 184  | Jarred Tinordi          | D        | États-Unis  | Metallourg Magnitogorsk     | Équipe USA -17 ans               |
| 185  | Benjamin Conz           | G        | Suisse      | SKA Saint-Pétersbourg       | SC Langnau Tigers                |
| 186  | Tim Erixon              | D        | Suède       | Salavat Ioulaïev Oufa       | Skellefteå AIK                   |
| 187  | Maksim Iachkine         | A        | Russie      | Iougra Khanty-Mansiïsk      | HC Vsetín                        |
| 188  | Petr Mrazek             | G        | Tchéquie    | HK Boudivelnik              | 67's d'Ottawa                    |